# Scott Cohen
Scott E. Cohen (* 19. Dezember 1961 in New York, NY) ist ein US-amerikanischer Schauspieler. International bekannt wurde er mit der Fernsehserie Dr. Dani Santino – Spiel des Lebens.

## Leben und Karriere
Als Sohn des Jazzmusikers Jack Cohen und der Lehrerin Leatrice Cohen lernte er früh, Klavier zu spielen.
Nach seinem High-School-Abschluss tat er sich schwer, den geeigneten Beruf zu finden, und versuchte sich unter anderem als Assistent eines Fotografen, als Kellner und als Vertretungslehrer. Schließlich entdeckte er die Schauspielerei für sich und feierte 1990 in dem Kinofilm Jacob’s Ladder – In der Gewalt des Jenseits neben Tim Robbins sein Schauspieldebüt.
Es folgten kleine Rollen in weiteren Kinofilmen wie Private Parts und Gastauftritte in zahlreichen Serien, u. a. in Law & Order und NYPD Blue.
1995 spielte er die Hauptrolle in dem Computerspiel Ripper. Die Besonderheit des Spiels ist, dass sämtliche Charaktere von realen Schauspielern gespielt und per Bluescreen-Technik in die animierte Spielumgebung eingefügt werden.
Nach seinem Auftritt als Wolf in der Miniserie Das zehnte Königreich entstanden innerhalb einer Woche über 100 inoffizielle Scott Cohen-Fanclubs in den USA.
In Deutschland wurde Scott Cohen vor allem durch seine Rolle als Lehrer Max Medina in der Erfolgsserie Gilmore Girls bekannt.
2005 erhielt er eine Hauptrolle in der Law & Order-Ablegerserie Law & Order: Trial by Jury, die jedoch floppte und nach nur 13 Episoden eingestellt wurde.
Scott Cohen ist seit 1989 verheiratet und hat einen Sohn (* 1995).

## Filmografie (Auswahl)
- 1990: Jacob’s Ladder – In der Gewalt des Jenseits (Jacob’s Ladder)
- 1992: Mambo Kings (The Mambo Kings)
- 1995: Die Hafenratte (The Wharf Rat)
- 1995: Vibrations
- 1995: Engel mit blutigen Händen (Final Vendetta)
- 1995: Familien-Bande (Roommates)
- 1996: Der Untergang der Cosa Nostra (Gotti)
- 1997: A Brothers Kiss
- 1997: Private Parts
- 1997: Camp Stories
- 1998: Gia – Preis der Schönheit (Gia)
- 1999: Das zehnte Königreich (The 10th Kingdom)
- 2000: Gilmore Girls (Fernsehserie)
- 2001: Kiss My Act
- 2001–2002: Practice – Die Anwälte (The Practice, Fernsehserie, 3 Episoden)
- 2002: Kissing Jessica (Kissing Jessica Stein)
- 2005: The Circle
- 2005: Knots
- 2005: Law & Order: Trial by Jury (Fernsehserie)
- 2006: Brother’s Shadow
- 2006: Fatal Contact: Bird Flu In America
- 2009: The Other Woman
- 2010: Grey’s Anatomy (Fernsehserie, Episode 6x20)
- 2010: Hawaii Five-0 (Fernsehserie, Episode 1x02)
- 2011–2012: Pan Am (Fernsehserie, 3 Episoden)
- 2011–2013: Dr. Dani Santino – Spiel des Lebens (Necessary Roughness, Fernsehserie, 38 Episoden)
- 2012: Person of Interest (Fernsehserie, Episode 1x16)
- 2012: Get the Gringo
- 2013–2014: The Carrie Diaries (Fernsehserie, 10 Episoden)
- 2014: Elementary (Fernsehserie, Episode 2x15)
- 2015: Allegiance (Fernsehserie, 13 Episoden)
- 2020: The Bold Type – Der Weg nach oben (Fernsehserie)
- 2022: The Marvelous Mrs. Maisel (Fernsehserie, Episode 4x5)
- 2023  Dieses Gefühl, dass die Zeit, etwas zu tun, vorbei ist
- 2024: The Penguin (Miniserie)